# Артёмки (городской округ Шаховская)
Артёмки — деревня в городском округе Шаховская Московской области.

## Население
| 1859 | 1926 | 2002 | 2006 | 2010 |
| ---- | ---- | ---- | ---- | ---- |
| 296  | ↗319 | ↘15  | ↘10  | ↗25  |

## География
Деревня расположена в южной части округа, примерно в 20 км к югу от райцентра Шаховская, у истоков реки Малой Иночи, высота центра над уровнем моря 239 м. Ближайший населённый пункт — деревня Холмец в 1,5 км на запад.
В деревне единственная улица — Центральная.
Имеются две автобусные остановки, от которых можно добраться до райцентра.

## Исторические сведения
В 1769 году Артемкова — деревня Хованского стана Волоколамского уезда Московской губернии в составе владения Коллегии экономии, ранее Левкиева монастыря. В деревне 12 дворов и 39 душ.
В середине XIX века деревня относилась к 1-му стану Волоколамского уезда и принадлежала Департаменту государственных имуществ. В деревне было 40 дворов, 143 души мужского пола и 144 души женского.
В «Списке населённых мест» 1862 года Артемки — казённая деревня 1-го стана Волоколамского уезда Московской губернии по правую сторону Московского тракта, шедшего от границы Зубцовского уезда на город Волоколамск, в 32 верстах от уездного города, при колодце, с 43 дворами и 296 жителями (139 мужчин, 157 женщин).
По данным на 1890 год входила в состав Серединской волости, число душ мужского пола составляло 135 человек.
В 1913 году — 56 дворов.
По материалам Всесоюзной переписи населения 1926 года — центр Артемковского сельсовета, проживало 319 человек (145 мужчин, 174 женщины), насчитывалось 67 крестьянских хозяйств, имелась школа.
С 1929 года — населённый пункт в составе Шаховского района Московской области.
1994—2006 гг. — деревня Дорского сельского округа Шаховского района.
2006—2015 гг. — деревня сельского поселения Серединское Шаховского района.
2015 г. — н. в. — деревня городского округа Шаховская Московской области.